# Ansten Samuelstuen
Ansten (Anstein) Samuelstuen est un sauteur à ski américain né le 7 mai 1929 à Brøttum dans la commune de Ringsaker et mort le 18 août 2012 à Greeley (Colorado).
Il termine septième à l'épreuve du grand tremplin de saut à ski aux Jeux olympiques de 1960.

## Palmarès

### Jeux olympiques
| Épreuve / Édition | Squaw Valley 1960 | Innsbruck 1964 |
| Petit Tremplin    |                   | 24e            |
| Grand Tremplin    | 7e                | 33e            |